# ميلا جوفوفيتش
ميليكا بوجدانوفنا جوفوفيتش (بالإنجليزية: Milica Bogdanovna Jovovich)؛ المعروفة باسمها الفني ميلا جوفوفيتش (بالإنجليزية: Milla Jovovich)؛ ممثلة، وعارضة، وموسيقية أمريكية أوكرانية الأصل والمولد ولدت في 17 ديسمبر 1975. من أشهر أدوارها دور أليس في سلسلة أفلام ريزدنت إيفل (Resident Evil).

## ولادتها وحياتها
ميلا جوفوفيتش من مواليد جمهورية أوكرانيا الاشتراكية السوفيتية (حاليا أوكرانيا) من أب طبيب صربي يُدعي بوجدان جوفوفيتش وأم ممثلة روسية تُدعي غالينا لوجينوفا.
كان من الممكن لها أن تصبح عارضة أزياء، أو ممثلة، أو راقصة باليه، أو مغنية، أو لاعبة أورغ، أو مؤلفة موسيقية. أصبحت عارضة أزياء في سن مبكرة، ثم تعلمت رقص الباليه لبضع سنوات، ومثلت في الوقت ذاته، ولعبت الموسيقى. من بين كل تلك الميادين، وجدت نفسها في العمل السينمائي أكثر من أي شيء آخر.
منذ عام 1988 وهي على الشاشة، ومنذ عام 1997 وهي على قمة نجاحاتها عندما مثلت بفيلم العنصر الخامس أمام بروس ويليس. لكن حياتها، بصرف النظر عن الاختيارات، لم تكن سهلة، فقد هربت العائلة من الشرق الأوروبي وهي لا تزال صغيرة. أقامت العائلة في لندن، حيث دخلت ميلا المدرسة. ثم انتقل الجميع إلى لوس أنجلوس، حيث لم يعُد الأب يعمل طبيبا ولم تعُد الأم تمثل، بل كلاهما عمل في منزل المخرج المعروف براين دي بالما كخادمين في الوقت الذي كانت فيه ميلا تواصل دراساتها وتبحث عن مستقبلها الفني.

## حياتها الشخصية
حاليا هي متزوجة من المخرج بول أندرسون منذ 22 أغسطس 2009، ولديهما 3 أطفال «إيفر جابو» و«داشيل إيدان» و«أوسيان لارك إليوت». كان أندرسون مخرج الفيلم الذي تم تصويره من بطولتها بعنوان الفرسان الثلاثة بجانب أورلاندو بلوم وكريستوف فالتز.

## أدوارها

### الأفلام
| السنة | العنوان                    | الدور                     | ملاحظات                     |  |
| ----- | -------------------------- | ------------------------- | --------------------------- |  |
| 1988  | ملتقى القمرين              | سامانثا ديلونغبري         |                             |  |
| 1991  | العودة إلى البحيرة الزرقاء | ليلي هارغريف              |                             |  |
| 1992  | كوفس                       | مايا كارلتون              |                             |  |
| 1992  | تشابلن                     | ميلدريد هاريس             |                             |  |
| 1993  | في حالة ذهول وحيرة         | ميشيل بوروز               |                             |  |
| 1997  | العنصر الخامس              | ليلو دي سابات             |                             |  |
| 1998  | حصل على لعبة               | داكوتا بيرنز              |                             |  |
| 1999  | الرسول: قصة جان دارك       | جان دارك                  |                             |  |
| 2000  | المطالبة                   | لوسيا                     |                             |  |
| 2000  | فندق المليون دولار         | إلويز                     |                             |  |
| 2001  | زولاندر                    | كاتينكا إنجابورغوفينانانا |                             |  |
| 2002  | ريزدنت إيفل                | أليس                      |                             |  |
| 2002  | أنت رجل غبي                | نادين                     |                             |  |
| 2003  | الدمية                     | فنجورا "فاني" جوركل       |                             |  |
| 2003  | لا عمل جيد                 | إيرين                     |                             |  |
| 2004  | ريزدنت إيفل: نهاية العالم  | أليس                      |                             |  |
| 2005  | كاليغولا جور فيدال         | جوليا دروسيلا             | فيلم قصير                   |  |
| 2006  | ألترافيوليت                | فيوليت سونغ جات شريف      |                             |  |
| 2006  | .45                        | كات                       |                             |  |
| 2007  | ريزدنت إيفل: الانقراض      | أليس                      |                             |  |
| 2008  | باليرمو للرماية            | نفسها                     |                             |  |
| 2009  | الرحلة المميتة             | سيدني أندرسون             |                             |  |
| 2009  | النوع الرابع               | د. أبيجيل "آبي" تايلر     |                             |  |
| 2010  | حجارة                      | لوسيتا كريسون             |                             |  |
| 2010  | ريزدنت إيفل: الآخرة        | أليس                      |                             |  |
| 2010  | فتاة قذرة                  | سو آن إدموندستون          |                             |  |
| 2011  | مشكلة محظوظ                | نادية                     | فيلم روسي                   |  |
| 2011  | تنشئة بوبي                 | أوليف                     |                             |  |
| 2011  | الفرسان الثلاثة            | ميلادي دي وينتر           |                             |  |
| 2011  | وجوه في الزحام             | آنا مارشانت               |                             |  |
| 2012  | ريزدنت إيفل: الجزاء        | أليس                      |                             |  |
| 2014  | سايمبيلاين                 | الملكة                    |                             |  |
| 2015  | سرفايفر                    | كيت أبوت                  |                             |  |
| 2015  | حكاية محارب                | ساففا                     | صوت فقط (النسخة الإنجليزية) |  |
| 2016  | زولاندر 2                  | كاتينكا إنجابورغوفينانانا |                             |  |
| 2016  | ريزدنت إيفل: الفصل الأخير  | أليس / أليسيا ماركوس      |                             |  |
| 2017  | الصدمة والترويع            | فلاتكا                    |                             |  |
| 2018  | عالم مستقبلي               |                           |                             |  |
| 2019  | تلال الجنة                 | الدوقة                    |                             |  |
| 2019  | هلبوي                      | فيفيان نيمو، ملكة الدم    |                             |  |
| 2019  | الناشئون                   | بروس                      |                             |  |
| 2020  | صائد الوحش                 | الكابتن ناتالي أرتميس     |                             |  |

### التلفزيون
| السنة | العنوان                    | الدور                             | ملاحظات                                                                        |
| ----- | -------------------------- | --------------------------------- | ------------------------------------------------------------------------------ |
| 1988  | قطار الليلة إلى كاثماندو   | ليلي ماكليود                      | فيلم تلفزيوني                                                                  |
| 1988  | الفردوس                    | كاتي                              | الحلقة: "نهاية مرحلة الطفولة"                                                  |
| 1989  | متزوج ولدي اطفال           | إيفيت                             | الحلقة: "مقايضة عادلة"                                                         |
| 1990  | باركر لويس لا يمكن أن يخسر | روبن فيكنويتز                     | الحلقة: "طيار"                                                                 |
| 2002  | كينغ أوف ذا هيل            | سيرينا شو                         | الحلقة: "Get Your Freak Off"                                                   |
| 2009  | بروجيكت رانواي             | نفسها                             | الحلقة: "حول العالم في يومين"                                                  |
| 2009  | ليب سينك باتل              | نفسها                             | الحلقة: "ميلا جوفوفيتش ضد روبي روز"                                            |
| 2018  | الدجاجة الآلية             | ناني ماكفي / ميغان هيبويل / مينتي | صوت فقط الحلقة: "نحن لا نرى الكثير من ذلك في أربعينيات القرن الماضي في أمريكا" |

### ألعاب الفيديو
| السنة | العنوان                   | الصوت                 |
| ----- | ------------------------- | --------------------- |
| 1998  | العنصر الخامس             | ليلو دي سابات         |
| 2020  | عالم صائد الوحش: آيس بورن | الكابتن ناتالي أرتميس |

## وصلات خارجية
- ميلا جوفوفيتش على موقع IMDb (الإنجليزية)
- ميلا جوفوفيتش على موقع ميتاكريتيك (الإنجليزية)
- ميلا جوفوفيتش على موقع روتن توميتوز (الإنجليزية)
- ميلا جوفوفيتش على موقع مونزينجر (الألمانية)
- ميلا جوفوفيتش على موقع قاعدة بيانات الأفلام العربية
- ميلا جوفوفيتش على موقع ألو سيني (الفرنسية)
- ميلا جوفوفيتش على موقع ميوزك برينز (الإنجليزية)
- ميلا جوفوفيتش على موقع تيرنر كلاسيك موفيز (الإنجليزية)
- ميلا جوفوفيتش على موقع أول موفي (الإنجليزية)
- ميلا جوفوفيتش على موقع بوكس أوفيس موجو (الإنجليزية)
- موقعها الشخصي
- صفحتها بالموقع الأوروبي
- صفحتها بقاعدة بيانات الأفلام على الإنترنت
- طالع المقالة باللإنجليزية فقد صُنفت كمقالة جيدة
- صفحتها بموقع الفيلم